# Syzeuctus indicus
Syzeuctus indicus är en stekelart som beskrevs av Nikam och Kanhekar 1987. Syzeuctus indicus ingår i släktet Syzeuctus och familjen brokparasitsteklar. Inga underarter finns listade i Catalogue of Life.